# Brigitte Kali Canales
Brigitte Kali Canales (* 19. Juli 1990 in Miami, Florida) auch bekannt als Brigitte Kali  ist eine US-amerikanische Schauspielerin, Synchronsprecherin und Regisseurin.

## Leben
Brigitte Kali Canales ist eine mexikanisch-kubanische Schauspielerin, geboren und aufgewachsen in Miami, Florida.
Sie tritt seit 2006 als Schauspielerin in Erscheinung, später kamen Synchronrollen dazu. Eine wiederkehrende Rolle übernahm sie in den Jahren 2020 und 2021 in Fear the Walking Dead.  Seit 2022 spielt sie Officer Alexis Cabrera in der Serie S.W.A.T..

## Filmografie
- 2006: Olivdatre Jamás (Fernsehserie, 1 Folge)
- 2010: The Glades (Fernsehserie, 1 Folge)
- 2010: Promises (Kinofilm)
- 2012: Tell (Kurzfilm)
- 2012: The Acting Lesson (Kurzfilm)
- 2013: Eenie Meenie Miney Mo (Film)
- 2013: Miami Beach (Kurzfilm)
- 2013: The Distance (Fernsehserie)
- 2013: The Interview (Film)
- 2013: Almsgiver (Kurzfilm)
- 2014: Hard-Bitten (Kurzfilm)
- 2014: Mom (Fernsehserie, 1 Folge)
- 2015: Bloodline (Fernsehserie, 1 Folge)
- 2015: Remember Me Young (Kurzfilm)
- 2015: Grace from Above (Kurzfilm)
- 2016: Lezz Be Honest (Kurzfilm)
- 2017: Baby Driver
- 2017: Thumper (Film)
- 2018: Untold Stories of the Commercial Audition (Fernsehserie, 1 Folge)
- 2020: Leave’em Laughing (Kurzfilm)
- 2020: Love in the Time of Cholula (Kurzfilm)
- 2020: The Old Ways (Kinofilm)
- 2020–2021: Fear the Walking Dead (Fernsehserie, 7 Folgen)
- 2021–2022: Roswell, New Mexico (Fernsehserie, 8 Folgen)
- 2022: The Anthrx Attacks
- 2022: The Rookie (Fernsehserie, 1 Folge)
- 2023: Quantum Leap – Zurück in die Vergangenheit (Fernsehserie, 1 Folge)
- 2022–2025: S.W.A.T. (Fernsehserie, 18 Folgen)

## Regie
- 2020: Extended Stay Kurzfilm
- 2020: Love in the Time of Cholula (Kurzfilm)

## Synchronisation
- 2016: Overwatch:Hero als Alejandra
- 2018: We Bare Bears – Bären wie wir Sofia
- 2020: Star Wars: The Clone Wars als Trace Martez
- 2020: Spider-Man: Miles Morales (Videospiel) als Erzählerin
- 2021: Star Wars: The Bad Batch als Trace Martez
- 2023: Dead Space (Videospiel) als Kendra Daniels